# 50 км (селище)
50 км (рос. 50 км) — селище у складі Юр'янського району Кіровської області, Росія. Входить до складу Підгорцівського сільського поселення.
Населення становить 7 осіб (2010, 8 у 2002).
Національний склад станом на 2002 рік — росіяни 87 %.